# Rafael Bittencourt

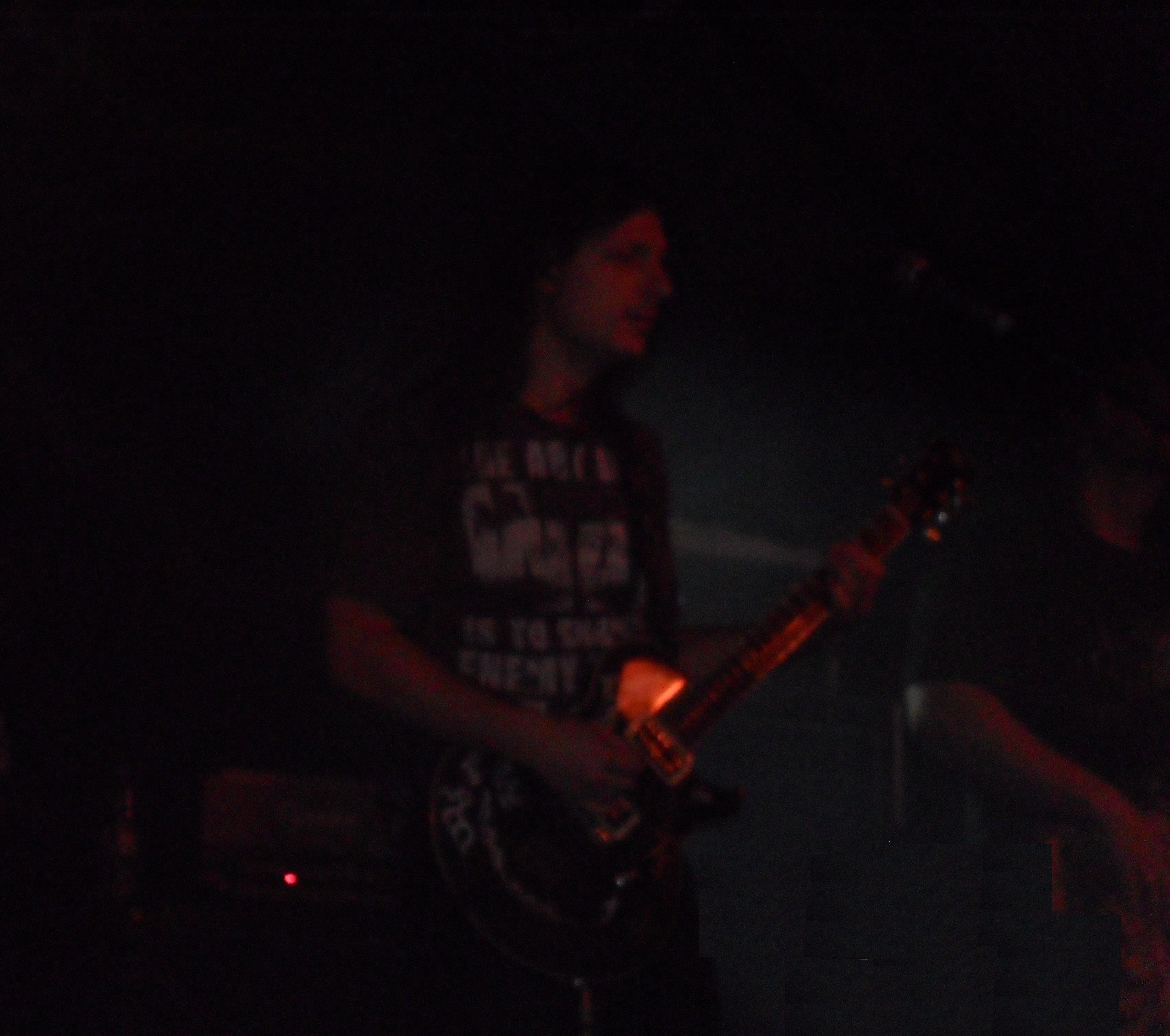
Rafael Bittencourt en vivo en Fortaleza, Brasil.

Rafael Bittencourt (n. 22 de octubre de 1971) es un guitarrista brasileño y fundador de la banda de power metal y metal progresivo Angra, junto con su proyecto en solitario, Bittencourt Project. Es el único miembro de Angra que ha estado en la banda desde sus inicios y que aún pertenece a esta.

## Biografía
Con una formación bastante ecléctica, estudió con los mejores maestros de la guitarra dentro y fuera de Brasil, entre ellos: Mozart Mello, el más famoso profesor de guitarra brasileña. En los Estados Unidos, tocó en una gran banda en la que obtuvo el Premio Louis Armstrong como el mejor solista en 1988, además tocó la tuba en dos orquestas. 
Participó en numerosos coros y participó en diversas actividades de la dramaturgia. En 1996, él se graduó de Compositor y Regente en la Facultad de Artes de Santa Marcelina, en São Paulo. Rodeado de ambiente académico, creó una banda de heavy metal mezclando sus raíces de material latino erudito, escribió piezas y recogió ideas para el proyecto que más tarde sería el grupo de Angra.
Administró por tres años el curso de la Estructuración del idioma y de la Música en la Escuela de Música y Tecnología Avanzada y técnica de guitarra en el Conservatorio Souza Lima. Fue elegido por el sitio web europeo 21stCenturyMetal el mejor guitarrista del año 2002, promovido por votos en revistas especializadas, su nombre está siempre presente entre los mejores guitarristas y compositores del género. Fue columnista de las revistas Cover Guitar y Guitar Class y colaborador de Guitar Player.
Hoy, además de sus actividades con Angra, es productor musical.

## Discografía
- Reaching Horizons (Demo Tape, 1992)
- Angels Cry (Álbum, 1993)
- Evil Warning (Single, 1994)
- Holy Land (Álbum, 1996)
- Make Belive (I, II, III, IV) (Single, 1996)
- Freedom Call (EP, 1996)
- Holy Live (EP en vivo, 1997)
- Lisbon (Single, 1998)
- Fireworks (Álbum, 1998)
- Rainy Nights (Single, 1998)
- Acid Rain (Single, 2001)
- Rebirth (Álbum, 2001)
- Rebirth World Tour - Live In São Paulo (En vivo, 2001)
- Hunters And Prey (EP, 2002)
- Temple Of Shadows (Álbum, 2004)
- Wishing Well (Single, 2004)
- The Course Of Nature (Single, 2006)
- Aurora Consurgens (Álbum, 2006)
- BITTENCOURT PROJECT - Brainworms part 1 (Álbum, 2008)
- Aqua (Álbum, 2010)
- Secret Garden (Álbum, 2015)